# Одеборн
Одеборн (нем. Odeborn) — река, протекающая по территории районов Хохзауэрланд и Зиген-Виттгенштайн в земле Северный Рейн-Вестфалия (Германия). Является левым притоком Эдера, имеет длину 21,2 км и площадь водосбора 85,064 км². Орографически принадлежит горному массиву Ротхаргебирге (Рейнские Сланцевые горы).

## Течение реки
Одеборн начинается из родника в Ротхаргебирге в административном районе Хохзауэрланд в национальном природном парке Зауэрланд-Ротхаргебирге. Его исток находится в 1,3 км к северо-северо-востоку от посёлка Молльзайфен и в 1,7 км (в обоих случаях по прямой) к востоку-северо-востоку от посёлка Нойаштенберг. Родник находится на высоте примерно 740 м над уровнем моря.
15 октября 2005 г. рядом с истоком Одеборна установлен 4-тонный камень с надписью:
ИСТОК ОДЕБОРНА
Исток на Хеллеплац
(742 м над уровнем моря)
Одеборн течёт
в юго-западном направлении
и через 22 км
в Раумланде впадает в Эдер
(400 м над уровнем моря)
Вскоре после своего истока Одеборн протекает мимо горнолыжного курорта Поствизен и далее уходит на юг через преимущественно лесные массивы. Затем Одеборн входит в район Зиген-Витгенштейн, протекает через посёлок Гиркхаузен, после которого принимает справа водоток Дёдесбах. Затем Обедорн пересекает посёлок Вемлигхаузен, где в реку слева впадает водоток Шварценау. Далее вниз по течению река достигает города Бад-Берлебург, где принимает свой правый приток Лаузебах.
В Раумланде (южный посёлок Бад-Берлебурга) Одеборн впадает в Эдер. Абсолютная высота устья Одеборна равна 400 м.

## Водосборный бассейн и притоки
Площадь водосборного бассейна Одеборна с притоками составляет 85,064 км². Основные притоки:
| Название                              | С какой стороны | Длина в км. | Местоположение                                               | Расстояние до устья Одерборна в км. |
| ------------------------------------- | --------------- | ----------- | ------------------------------------------------------------ | ----------------------------------- |
| Безымянный водоток                    | слева           | 1,1 км      | между горными вершинами Вецштайн (772 м) и Беренберг (744 м) | 19.8                                |
| Охзеншталльсграбен (Михельманнсзипен) | справа          | 1,9 км      | под Нойастенбергом, в Цвистмюле                              | 17.5                                |
| Хессельбах                            | справа          | 2,6 км      | выше Гиркхаузена                                             | 14.75                               |
| Гладенбах                             | слева           | 1,7 км      | в Гиркхаузене                                                | 13.9                                |
| Остер                                 | слева           | 4,3 км      | в Гиркхаузене                                                | 12.6                                |
| Зюссбах                               | справа          | 3,1 км      | в Гиркхаузене                                                | 11.85                               |
| Биркельбах                            | слева           | 1,4 км      | ниже Гиркхаузена                                             | 11.1                                |
| Хеллеграбен (Хеллебах)                | слева           | 1 км        | ниже Гиркхаузена                                             | 10.6                                |
| Дёдесбах                              | справа          | 4,7 км      | ниже Гиркхаузена, у Дёдесберга                               | 9.4                                 |
| Зельбах                               | справа          | 1 км        | ниже Гиркхаузена, у Дёдесберга                               | 9.1                                 |
| Винтербах                             | справа          | 1,4 км      | выше Вемлигхаузена                                           | 7.3                                 |
| Шварценау (Мариенвассер)              | слева           | 11,1 км     | в Вемлигхаузене                                              | 6.5                                 |
| Шюльарсбах                            | справа          | 2,6 км      | в Вемлигхаузене                                              | 6.4                                 |
| Хиллербах                             | слева           | 2,6 км      | сразу ниже Вемлигхаузена                                     | 5.6                                 |
| Брайтенбах (Брайденбах)               | слева           | 4,1 км      | в Бад-Берлебурге                                             | 4.05                                |
| Райфельсбах                           | справа          | 1,8 км      | в Бад-Берлебурге                                             | 3.7                                 |
| Лаузебах (Лаузе)                      | справа          | 8,9 км      | в Бад-Берлебурге                                             | 3.5                                 |

## Населённые пункты
Населённые пункты, расположенные на берегах Одеборна (сверху вниз по течению):
- Нойаштенберг
- Гиркхаузен
- Вемлигхаузен с близлежащим соседним посёлком Шюльар
- Бад-Берлебург
- Раумланд

## Галерея

Летние виды Одеборна
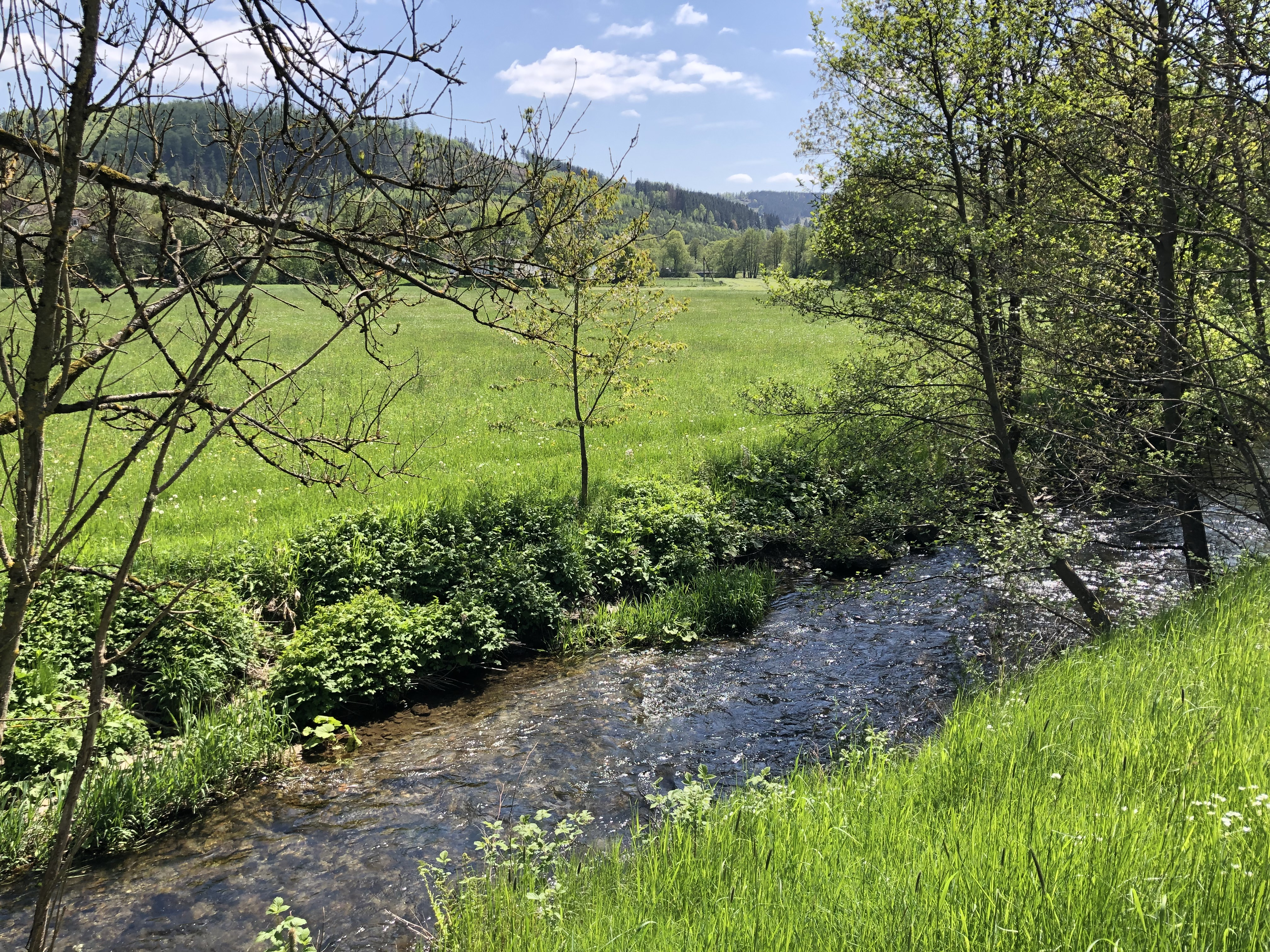
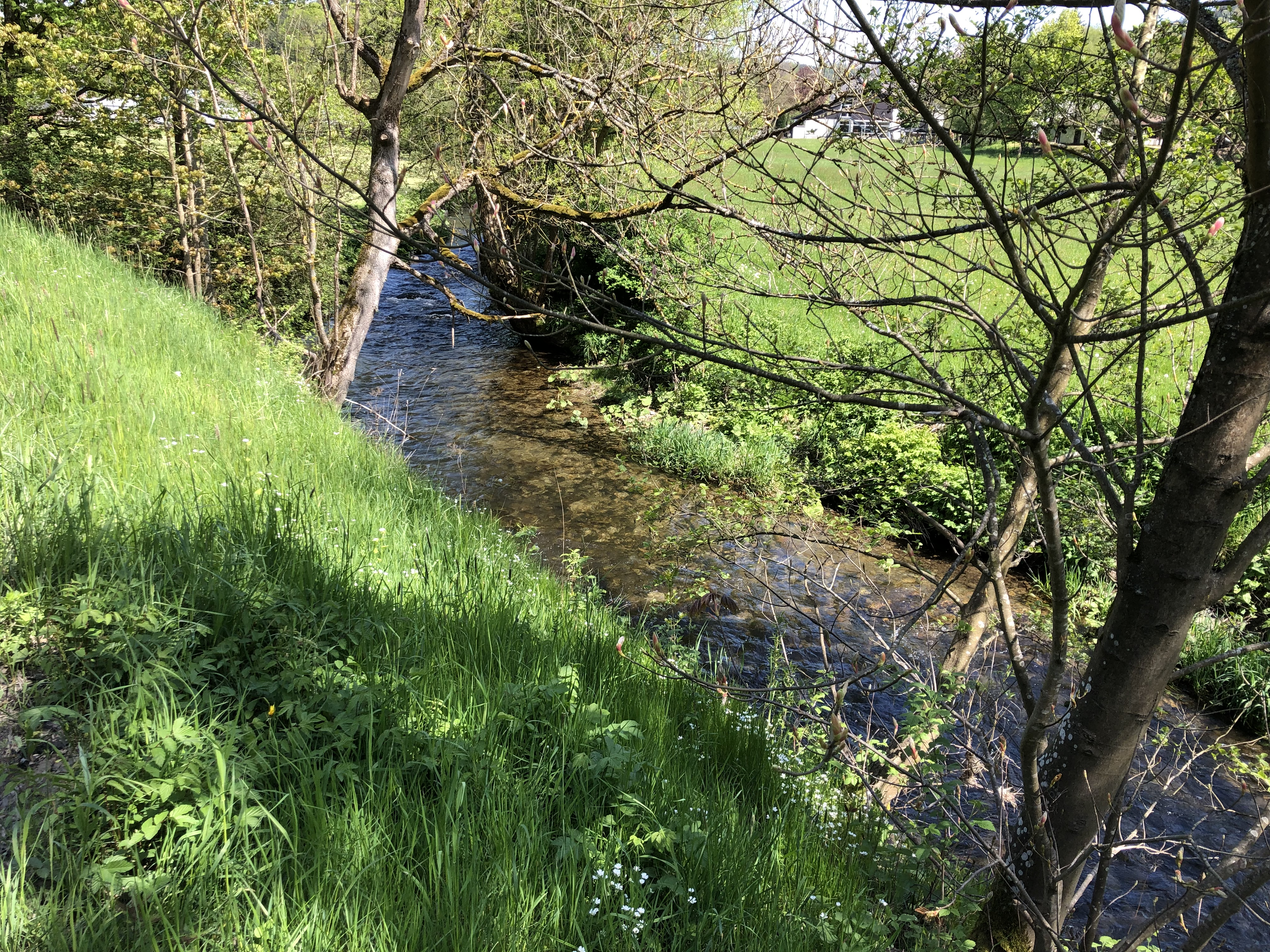
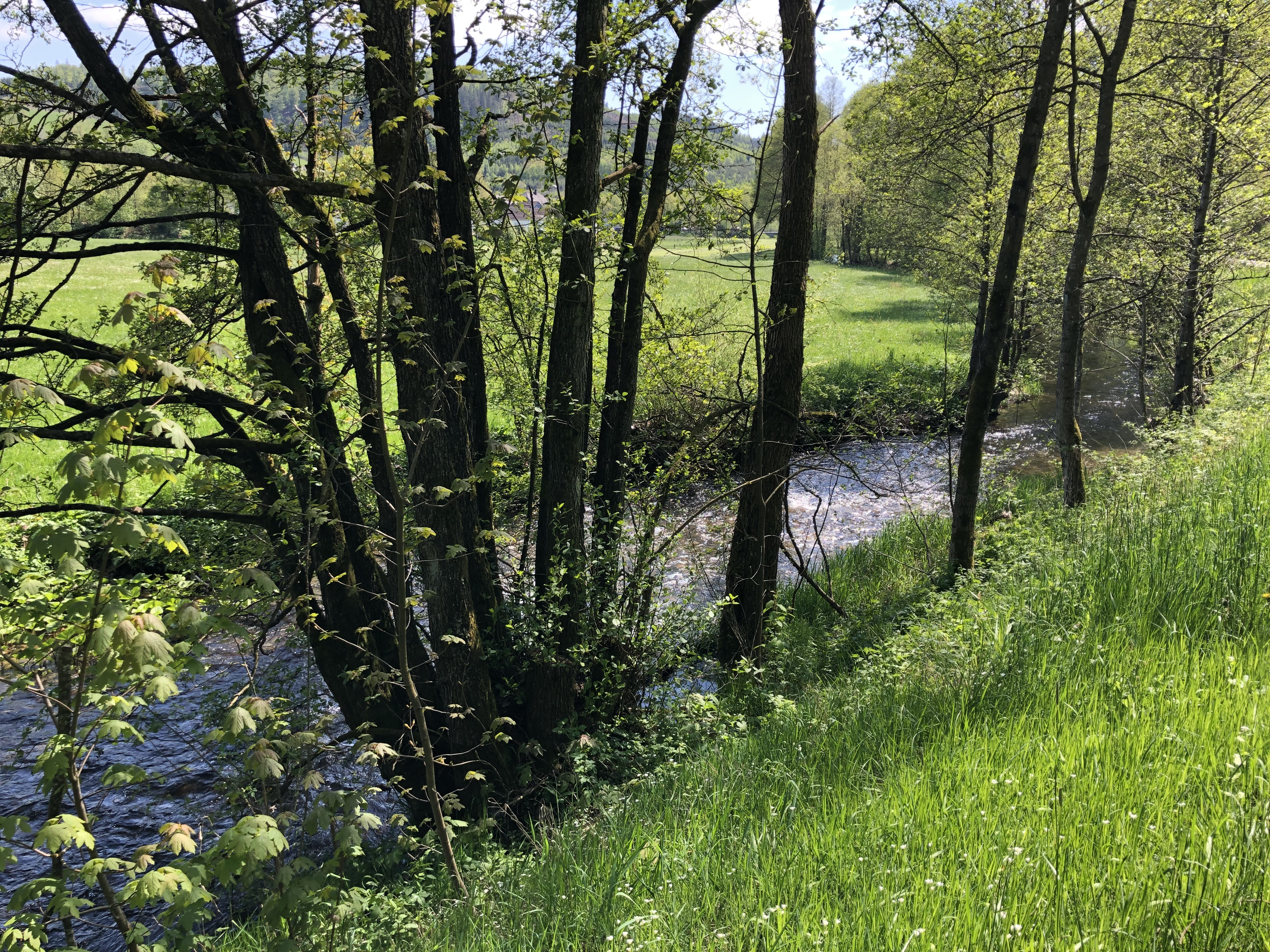
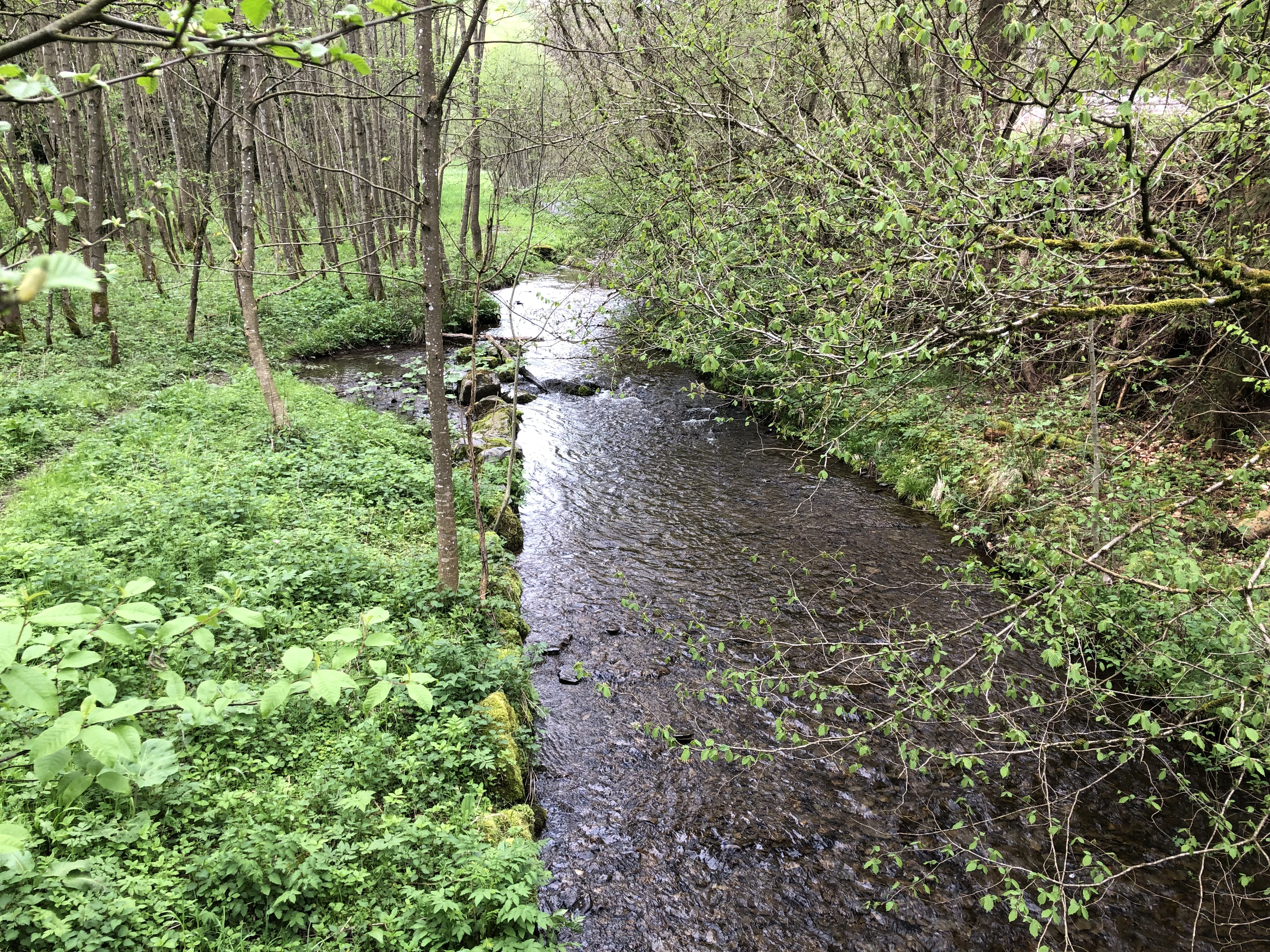
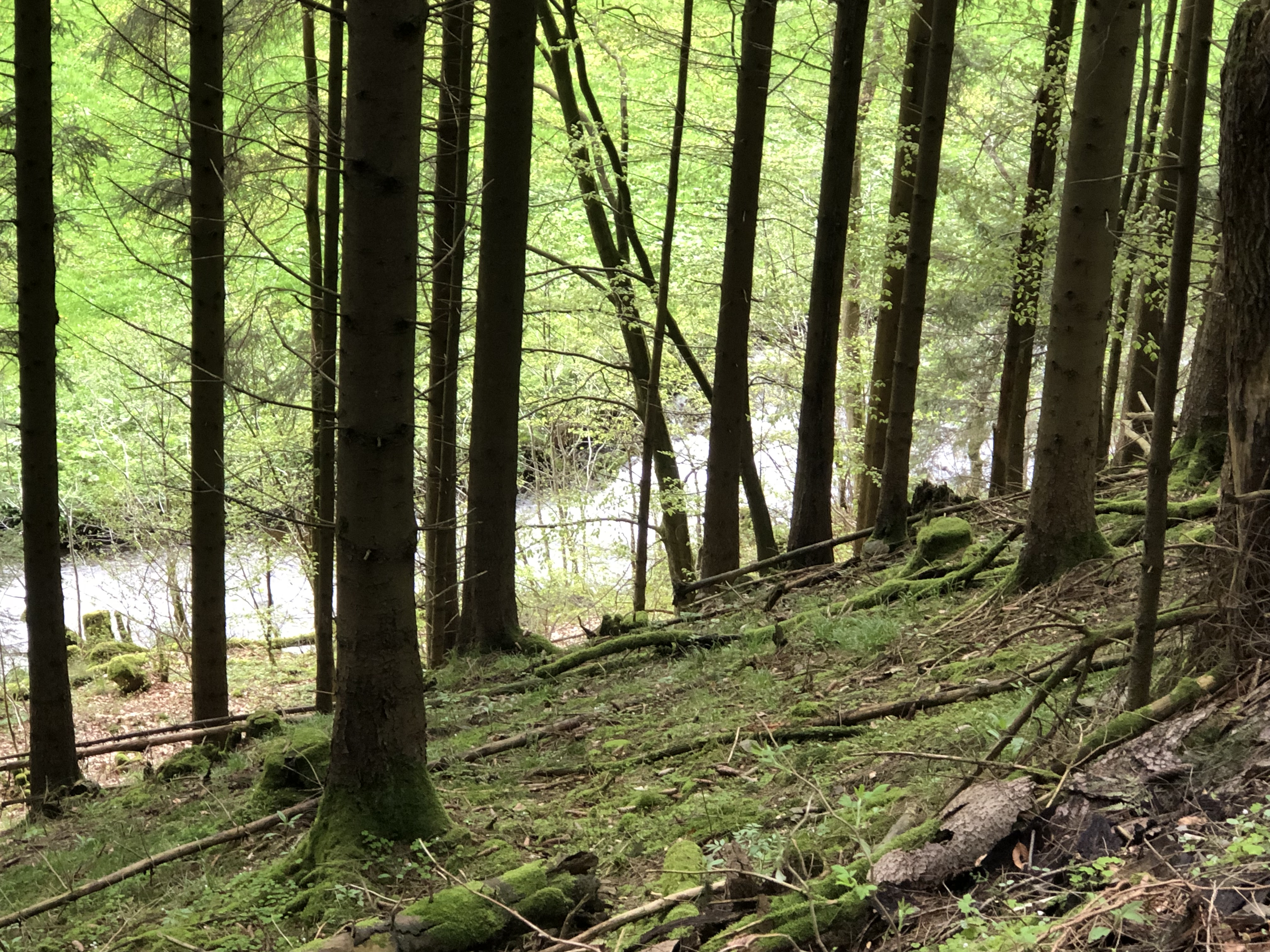
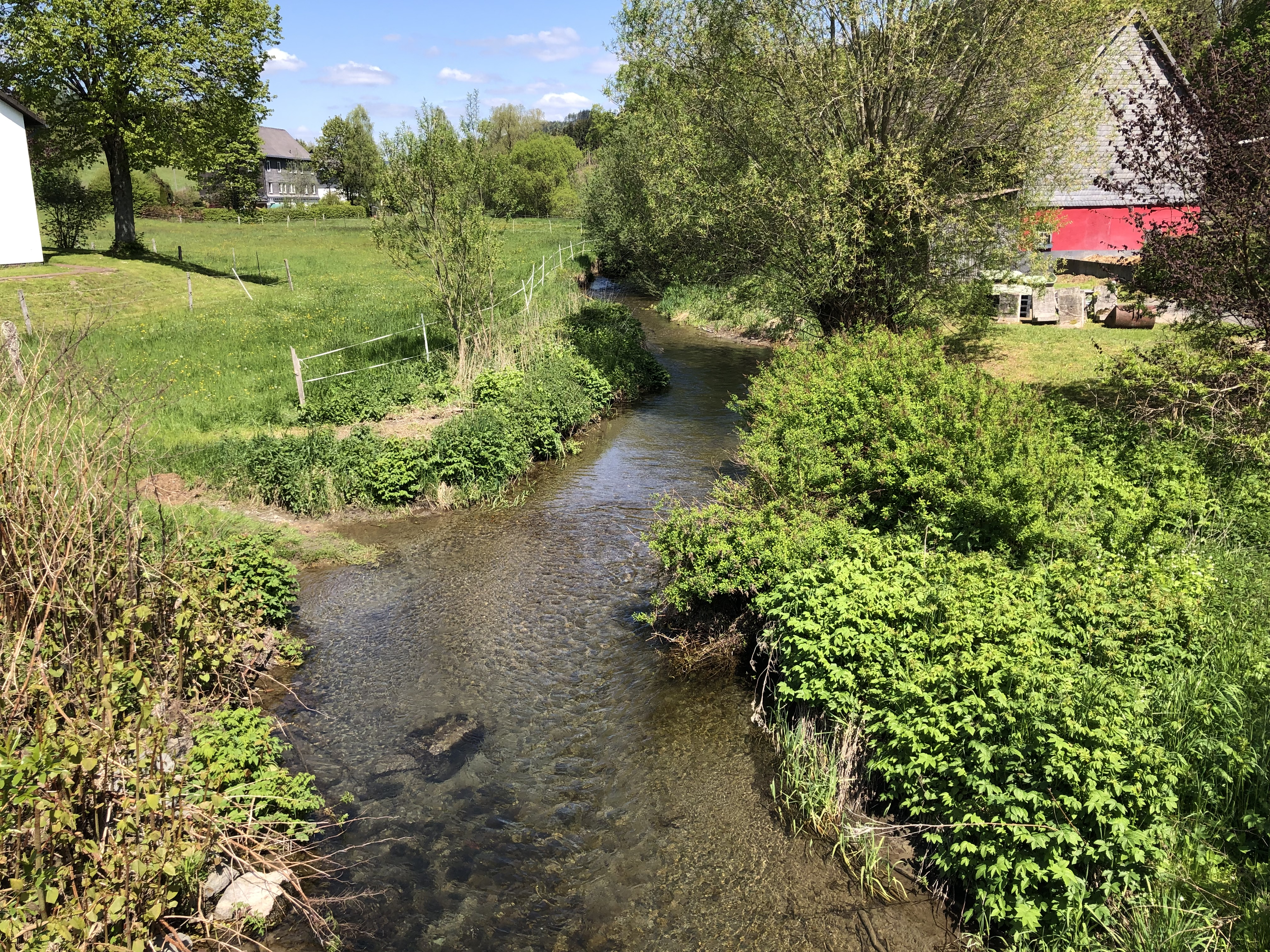